# Silures Bobo-Dioulasso
El Silures Bobo-Dioulasso fou un club de futbol burkinès de la ciutat de Bobo-Dioulasso. Als anys 70 fou l'equip més destacat de la República de l'Alt Volta. Va desaparèixer l'any 1982.

## Palmarès
- Lliga burkinesa de futbol: [2]
  - 1974, 1975, 1976, 1977, 1978, 1979, 1980
- Copa burkinesa de futbol: [3]
  - 1981